# Hrazany
Hrazany je obec v jižních Čechách ležící v okrese Písek 9 km severně od města Milevska. Skládá ze se čtyř částí Dobrošov, Hrazany, Hrazánky a Klisinec. Počet žijících obyvatel ve vesnici je 286.

## Přírodní podmínky
Vesnice se rozkládá v mírně zvlněné Votické vrchovině, která je situována 8 km severozápadním směrem od Milevska. Část obce leží na východním svahu a druhá část je situovaná v úpatí okolního kopce. Klima v obci je teplé a mírně vlhké. Průměrné roční teploty se pohybují okolo 7 °C (počet letních dnů je 30, ledových 40, mrazových 120, jasných 60 a zamračených 120). Průměrný roční souhrn srážek v okolí je udáván na 595 mm. Se sněhem se zde můžeme setkat od konce listopadu do začátku dubna.

## Název
Název Hrazany má do dnešního dne nejasný původ a je vykládán několika způsoby. Nejstarší výklad pocházející z hrazanské kroniky předpokládá původ jména od slova hráz a nebo hrazení, ale proti se staví, že v okolí není žádný potok ani rybník, který by byl uměle přehrazen. Pravděpodobnější se proto jeví vysvětlení prvního obecního kronikáře Jana Jiřího Krejčího, který předpokládá, že název pochází od přírodní polohy vesnice, která je semknuta mezi kopce, zalesněnou část a bažinatou oblast, která se rozkládala na východě (melorizace z ní později tvořila zemědělské louky). Další verze původu tohoto jména je starobylá. Je odvozeno od jména Hrzan. V kostele sv. Jiljí v Milevsku je uvedena Dorota Hrzanka z Harasova.

## Vzhled obce
Vesnice nemá typickou náves, což dokládá její starodávný původ, který sahá do 13. až 14. století. V obci není možné spatřit jednotící páteř, ale její stavení jsou nepravidelného charakteru. Vesnice byla ve středověku dřevěná s několika roubenými stavbami, které se dochovaly do dnešních dnů. V dolní části se nachází umělá vodní nádrž, která dříve sloužila jako hasičský rezervoár, ale nyní je z části zarostlá rákosím a využívána pro chov ryb a příležitostnému rybaření.

## Místní části
Obec Hrazany se skládá ze čtyř částí na čtyřech katastrálních územích.
- Dobrošov (k. ú. Dobrošov u Hrazan)
- Hrazánky (i název k. ú.)
- Hrazany (i název k. ú.)
- Klisinec (i název k. ú.)

V letech 1850–1954 k obci patřily i Kojetín a Mašov.

## Historie
První písemná zmínka o obci Hrazany pochází z 6. června roku 1373, kdy se o něm zmiňuje příslušník rytířského rodu Vepických Jaroslav, kterému patřili vesnice Vepice s tvrzí. Jeho pozemky sousedily s pozemky milevského kláštera, sporná hranice se táhla poblíž Hrazan, které spadaly do sféry vlivu kláštera. Hranice byla později pevně stanovena pomocí hromad kamení a probíhala poblíž Nynkova a Vysoké hory.
Po vyplenění milevského kláštera husity roku 1429 začal majetek kláštera postupně zabavovat císař Zikmund, od kterého získali Zvíkov a přilehlé obce Rožmberkové, kteří využívali své poddané na opravy a tak se na opravě podílel i tesaři Jan Hrazanský a jeho syn Mikeš. Po nich připadly Hrazany a Hrazánky do majetku Švamberků. Hrazany od roku 1488 spadly pod Níkovickou rychtu. Roku 1562 se objevují první zmínky o rychtě, která se nacházela přímo v Hrazanech. Roku 1575 prodal císař Maxmilián II. zvíkovské a milevské panství Kryštofovi ze Švamberka. Mezi prodanými vesnicemi jsou uvedeny kromě okolních vesnic i Hrazany a Hrazánky. Roku 1584 dostal Jiří ze Švamberka podílem zámek Orlík s okolními vesnicemi Hrazany, Pechova Lhota, Klisín, Dobrošov, Hrazánky, Mašov, Kovářov. Berní rula z roku 1653 popisuje zemědělskou půdu v okolí vesnice jako chudou a hubenou. Po událostech na Bílé hoře byl majetek opět zkonfiskován a roku 1623 se stal majetkem rodu Eggenbergů. Od roku 1719 se majiteli panství stal rod Schwarzenbergů.
V obci Hrazany se narodil 7. března 1883 Jan Jiří Krejčí. Byl rolníkem, spisovatelem, později starostou obce, poslancem a senátorem Národního Shromáždění. Zasloužil se o založení silnice vedoucí z Milevska do Petrovic. Literárně přispíval do časopisů a psal povídky. Zemřel 28. června 1952 v Hrazanech.
Vznik jednotřídní školy se datuje roku 1894. Aby děti nemusely docházet do pět kilometrů vzdálených Petrovic, bylo zažádáno o zřízení školy v Hrazanech. Nedopatřením došlo k tomu, že stavba školy byla schválena pro nedalekou obec Hrazánky. Vznikly z toho spory, které měly za důsledek to, že povolení bylo odvoláno. Nakonec si místní občané postavili 1889 v Hrazánkách dům a dodatečně požádali o povolení petrovickou školu, aby zde byla zřízena její expozitura. Od roku 1900 bylo zahájeno vyučování a škola byla posléze zásluhou starosty Jan Jiřího Krejčího v roce 1923 prohlášena za samostatnou jednotřídní.
Úsek silnice z Hrazan do Vepic byla vystavěn v letech 1912–1914.
Úsek silnice z Hrazan do Milevska byl vystavěn 1v letech 932–1934. Nedaleko od Hrazan se u této komunikace z Petrovic do Milevska nachází vpravo a zhruba v polovině vzdálenosti mezi odbočkou do Hrazan a Hrazánek kamenný Víškův kříž. Kříž nese dataci 1855 na spodním podstavci. Při stavbě silnice byly v tomto místě nalezeny dvě lidské kostry a pohřbeny pod tímto křížem.
V roce 1930 bylo v Hrazanech 25 popisných čísel a 140 obyvatel.
Sbor dobrovolných hasičů byl založený roku 1910.

## Památky
Hrazany
- V obci se nachází několik lidových roubených staveb, které v dnešních dnech patří soukromým osobám.
- Kaple svatého Ducha je z roku 1926 a prošla v nedávné době rekonstrukcí. Když byla původní zvonička nevyhovující, na podnět bývalého starosty Jana Jiřího Krejčí bylo rozhodnuto o přestavbě a rozšíření stávající zvonice.[11] Stavební práce byly financovány z obecních prostředků, výnosů z honiteb, místní obyvatelé přispěli svou prací a stavebním materiálem. Plány vypracoval pražský architekt Tomšovice zdarma. Stavbu započaly milevské stavební firmy 11. května 1926. První mši v kapli slavnostně sloužil 1. srpna 1926 petrovický kněz Zdeněk Jelínek. Poté provedl opat strahovského kláštera Metoděj Jan Zavoral požehnání nové kaple.[11] Celkové náklady na výstavbu kaple byly 10 300 Kč.[8] Z kaple je pořádané pravidelné zvonění, které každé ráno a večer ohlašuje klekání. V kapli svatého Ducha byl vzácný obraz Nejsvětější Trojice neznámého mistra. Nyní je uložen v depozitáři. Pocházel z roku 1729. Oltář pochází z kaple v Libni a varhany byly zakoupeny z hudební školy v Praze.[8] Obojí bylo zakoupeno dárci z vesnice. Nad vchodem do kaple je tento nápis: BŮH JE LÁSKA. (Jan 4, 16)
- V obci se nachází několik památných stromů, jedná se o lípy, které byly vysázeny na počest jubilejní zemské výstavy v roce 1891.
- Za obcí se nachází chráněná krajinná oblast, ve které je možno k vidění pozůstatky po době ledové v podobě množství natlačených žulových balvanů zvané Kamenné moře v lokalitě Kněz. V okolní přírodě se nachází velké množství chráněných druhů.

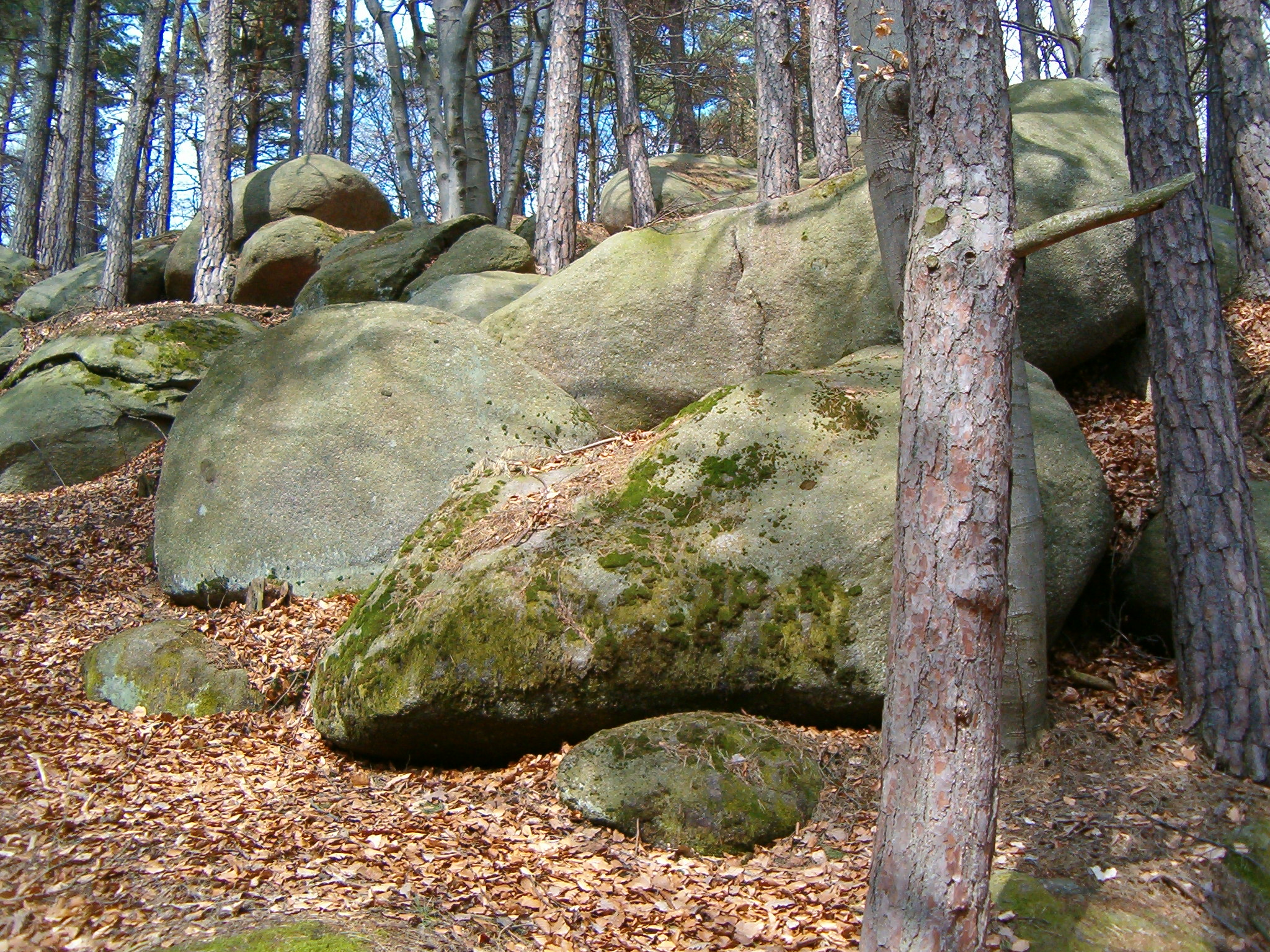
Kamenné pole Kněz

- Poblíž obce se nachází dva z jednoho kusu kamene vytesaných křížů. Někdy se nazývají smírčí kameny. První z nich z nedaleké Ratiboři se řadí k nejvyšším v Jihočeském kraji. Měří přes metr. Na sobě má vytesaný meč a krejčovské nůžky. Podle pověsti se na tomto místě zabili pro dívku voják a krejčí.[6]
- O druhém kamenném smírčím kříži se zmiňuje tento zdroj v roce 1940 jako o nizounkém, z jednoho kusu kamene vytesaném a zpola zasypaném. Kříž byl pravděpodobně znovu obnoven. K tomuto kříži se vztahuje pověst o náhlém úmrtí panského truhláře z nedalekých Petrovic, který na tomto místě zahynul.[12] Kříž je v katastru obce Kojetín (Petrovice). Přesná lokalita obou křížů není záměrně uvedena.
- V horní části obce se nachází vysoký kamenný kříž. Na svém zdobném podstavci má umístěnou pamětní desku Josefa Krejči s datací. Na desce je tento nápis: NA PAMÁTKU MÉHO MILOVANÉHO SYNA JOSEFA KREJČI Z HRAZAN. NAR. 11. UNORA 1876 ZEMŘEL 11. PROSINCE 1883. POZDRAVEN BUĎ OD NÁS SVATÝ KŘÍŽI. DUŠE MÁ SE K TOBĚ BLÍŽÍ. PO SMRTI PAK V NEBI VĚČNĚ DEJ AŤ SE SEJDEM SPOLEČNĚ! AMEN.
- U stejné komunikace nedaleko od tohoto kříže se ve směru na Hrazánky nalézá litinový kříž na vysokém kamenném dříku. Na spodní části podstavce je uvedená datace 1857. Nad datací je v horní části podstavce kříže ještě zobrazen motiv kalicha s hostií. Drobný litinový křížek na umístěný na dříku je u paty zdobený soškami andělíčků.
- U bývalé staré cesty na Dobrou Vodu se nachází další vysoký kamenný kříž v ohrádce.
- U bývalé cesty do Mašova se v lese nachází další, velmi zdobný kamenný kříž. Kříž je umístěný na takřka čtvercovém podstavci, ke kterému vede kamenný stupínek. V dolní části kamenného podstavce je kříž reliéfně zdobený motivem kalicha s hostií. Pod motivem kalicha je špatně čitelná datace 1850. Kříž má jetelovitě ukončená ramena zdobená motivem čtyřlístků. Mezi rameny je zobrazen motiv srdíčka. Uprostřed nahoře je nápis INRI. Motiv rozčtvrcené hostie se opakuje v střední části těla kříže.
- Na zahradě soukromých pozemků se nachází další drobné kříže na kamenných podstavcích. Vesměs se jedná o tři kříže, které sem byly přesunuty z hřbitova.
- Ze sousední vsi Hrazánky, která dnes spadá pod správu Hrazan, pocházel i rod protektorátního prezidenta Emila Háchy. Prezidentův děd tam býval sedlákem a rychtářem, později se celá rodina vystěhovala. Hrazánky se staly rodištěm i sochaři Václavu Bardovi, který se později stal ředitelem kamenické školy v chorvatském městě Korčula. Jeho tvorba je zachována především v zemích bývalé Jugoslávie. Vytvořil první pomník Lva Nikolajeviče Tolstého v slovanských zemích. Je umístěn na Brači.[9]
- Jeho bratr Jaroslav Barda byl také sochař a zhotovil velké množství pomníků v okolí: v Chyškách, Kovářově a v Petrovicích.[9]

Ve vesnici je z veřejných služeb přístupná knihovna.

## Rodáci
- Jan Jiří Krejčí (1883–1952), rolník a starosta v Hrazanech (1919–1926), poslanec a později senátor Národního shromáždění ČSR
- Marie Buzková (1902–2009), nejstarší obyvatelka Česka

## Galerie

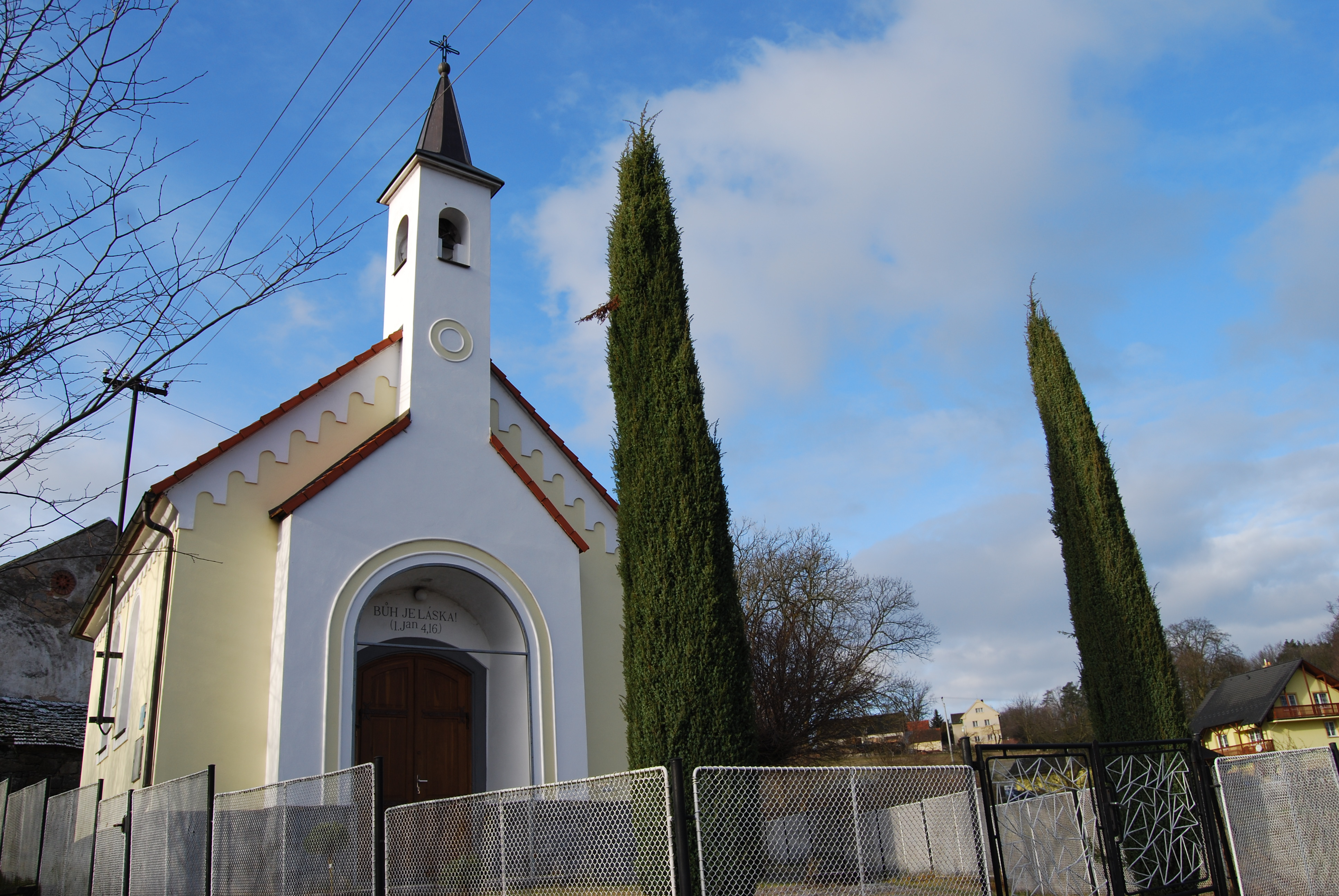
Pohled na kapli svatého Ducha
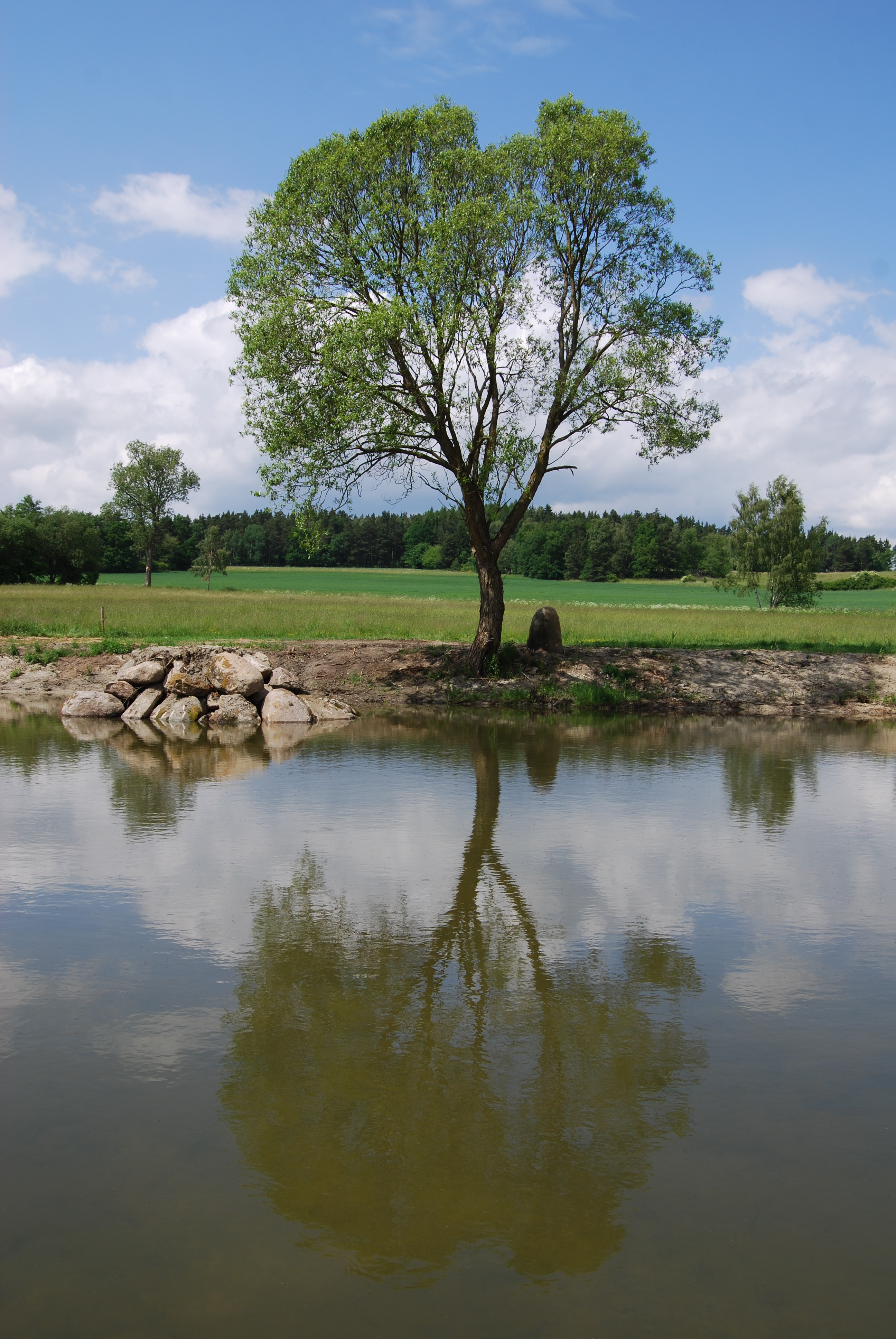
Rybník za obcí
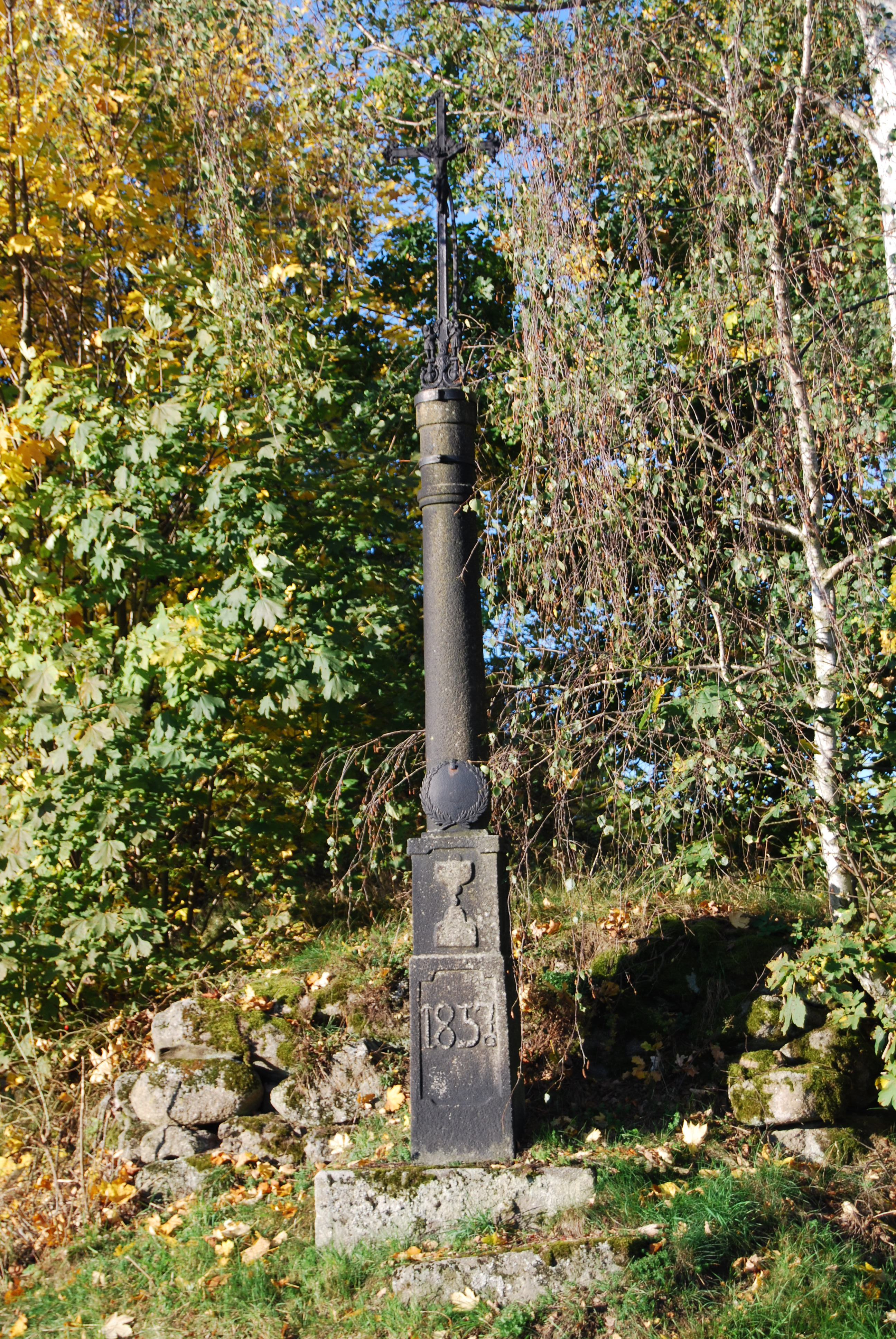
Kříž v obci
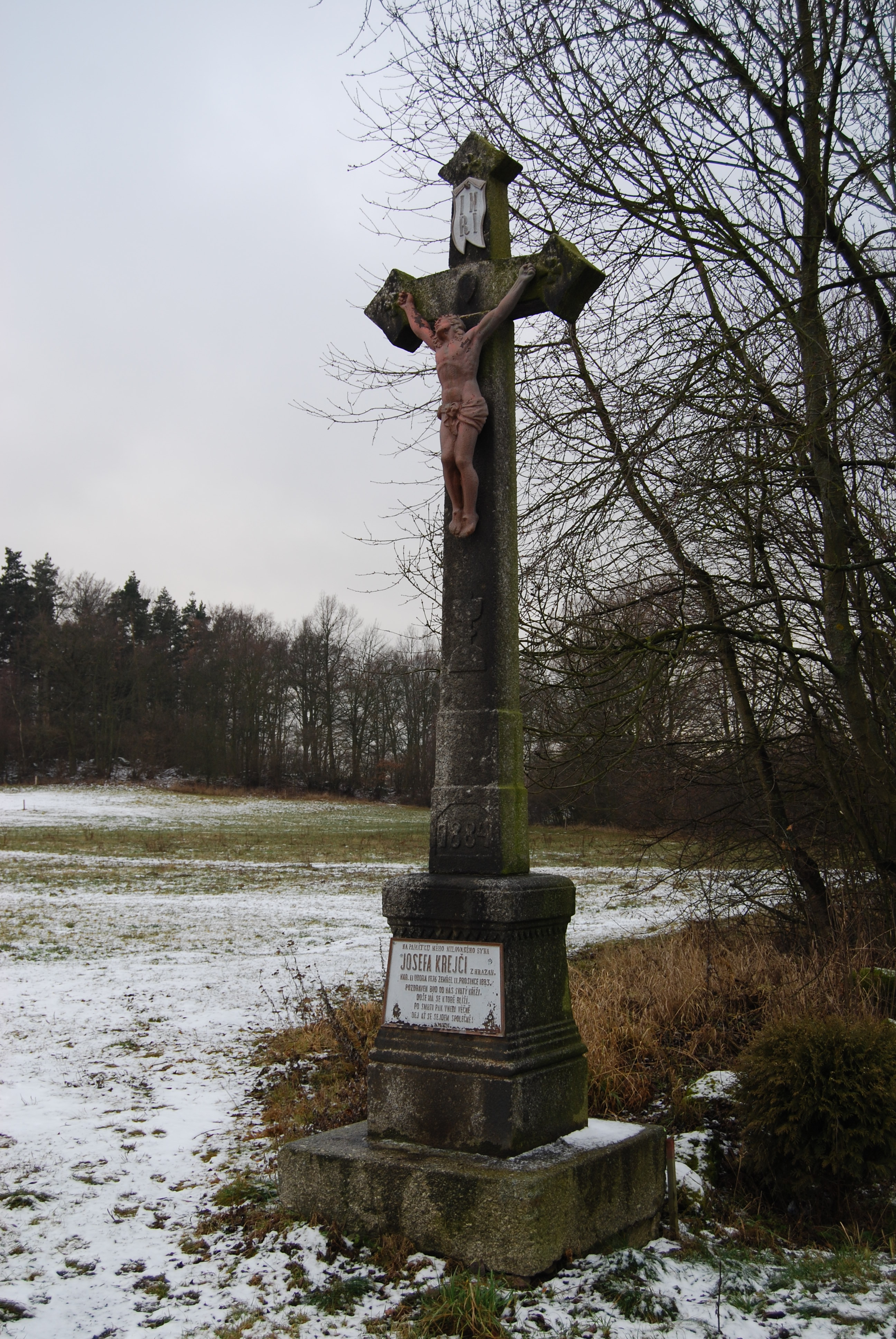
Krejčův kříž
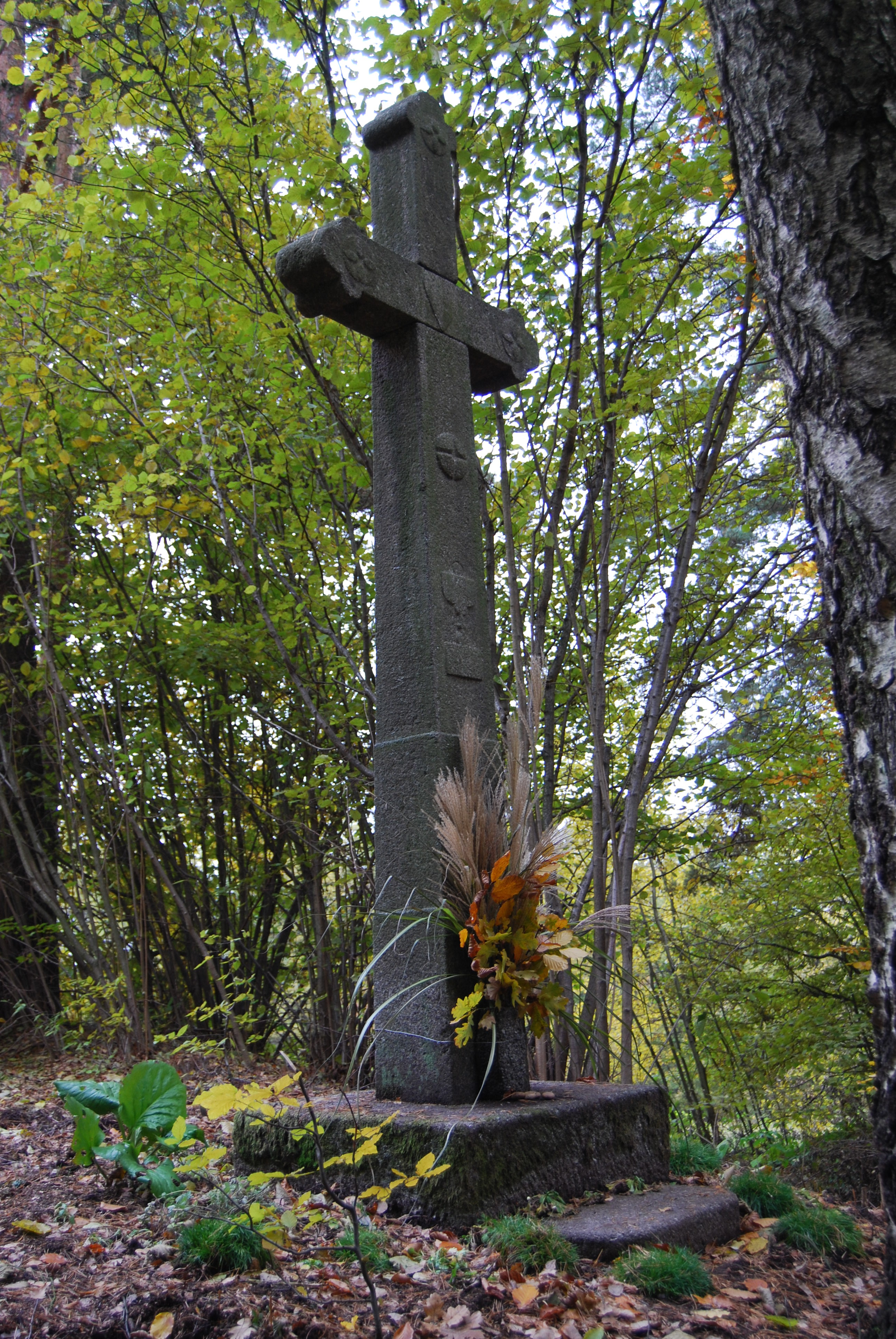
Kříž za obcí
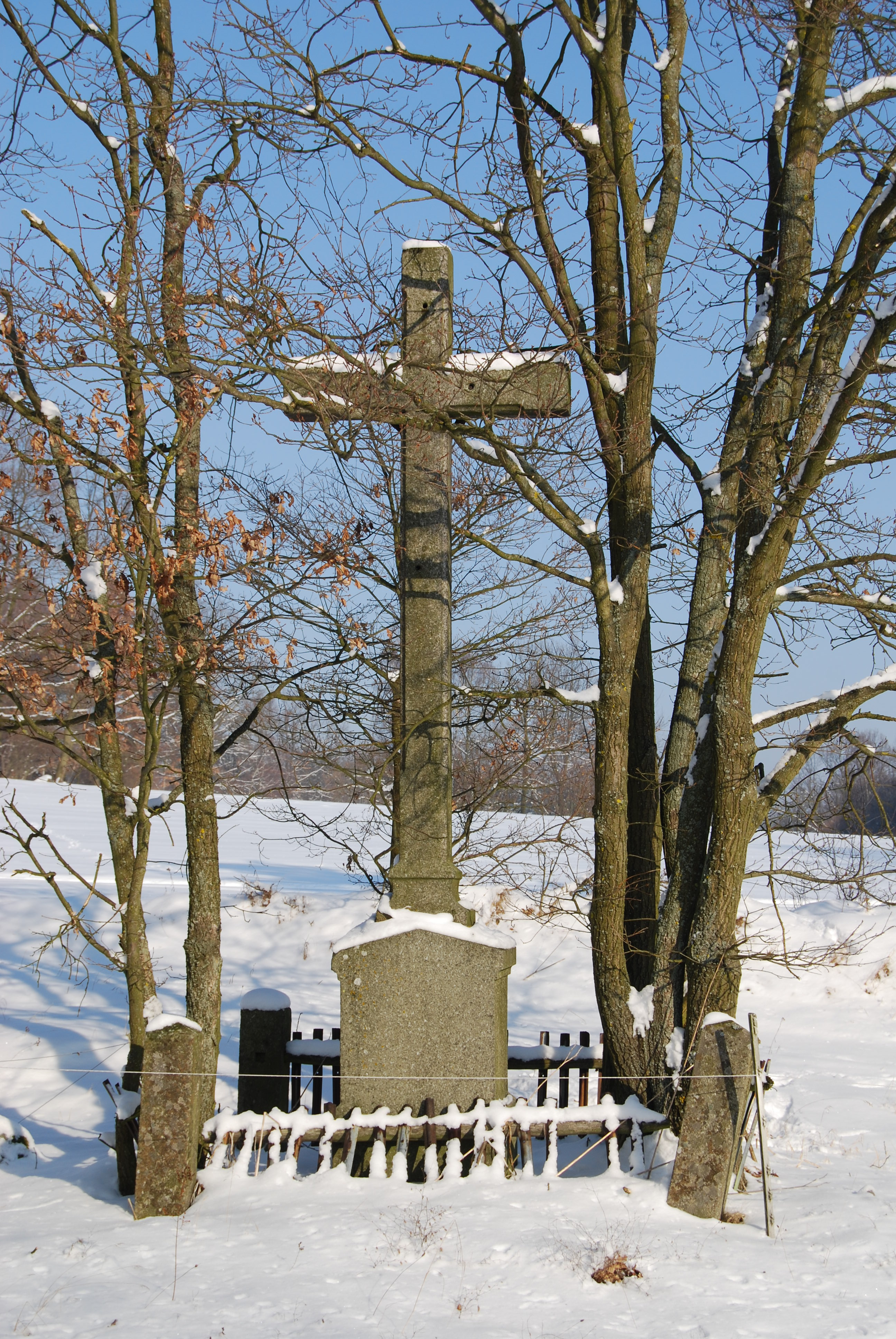
Kříž za obcí